# Кідзіма-Дайра

36°51′31″ пн. ш. 138°24′24″ сх. д. / 36.85861° пн. ш. 138.40667° сх. д.
Кідзі́ма-Да́йра (яп. 木島平村, きじまだいらむら, МФА: [kid͡ʑima dai̯ɾa muɾa]) — село в Японії, в повіті Сімо-Такай префектури Наґано. Станом на 1 квітня 2009 площа села становила 99,31 км². Станом на 1 липня 2011 населення села становило 4874 осіб.